# Concerto pour violoncelle de Schumann
Pour les articles homonymes, voir Concerto pour violoncelle (homonymie).

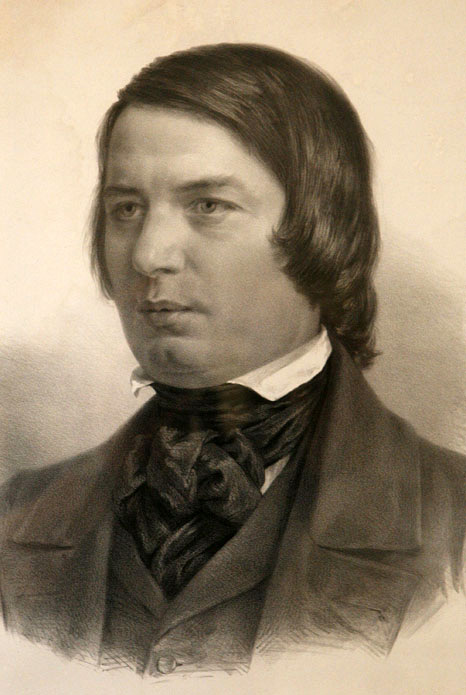
Portrait de Robert Schumann

Le Concerto pour violoncelle en la mineur, opus 129, est un concerto du compositeur allemand Robert Schumann.
Composé en octobre 1850, il demeure une pièce importante du répertoire du violoncelle romantique.

## Mouvements
La pièce est en trois mouvements qui sont exécutés sans interruption :
1. Nicht zu schnell  (Allegro) (la mineur)(binaire)
2. Langsam  (Adagio) (fa majeur)
3. Sehr lebhaft  (Vivace) (la mineur - la majeur)

## Instrumentation
Cette œuvre est composée pour violoncelle solo, deux flûtes, deux hautbois, deux bassons, deux cors, deux trompettes, timbales et cordes.
Les tempi de ce concerto déconcertèrent la plupart des solistes, et Mstislav Rostropovitch alla jusqu'à demander à Dmitri Chostakovitch de réorchestrer le concerto, ce qui fut fait en 1963 sous numéro d'opus 125. Mais le célèbre violoncelliste russe devait revenir ensuite à la version originale car la réorchestration de Chostakovitch dénaturait l’œuvre.